# 特多爾·托多羅夫
特多爾·托多羅夫（1989年9月1日—）是一位保加利亞排球運動員。他是保加利亞國家排球隊的一員，代表保加利亞參加了2015年歐洲排球錦標賽。